# Spindasis bitje
Spindasis bitje är en fjärilsart som beskrevs av Druce 1910. Spindasis bitje ingår i släktet Spindasis och familjen juvelvingar. Inga underarter finns listade i Catalogue of Life.